# Прочисть мозги
«Прочисть мозги» (нем. Free Rainer — Dein Fernseher lügt) — австро-немецкий фильм режиссёра Ханса Вайнгартнера 2007 года.

## Сюжет
Создатель развлекательных ТВ-программ Райнер ни о чём не думает, кроме себя. Но вдруг жизнь сталкивает его с девушкой, чей дед покончил жизнь самоубийством из-за лжи в одном из его шоу. Спасаясь от гибели, Райнер решает изменить телевидение. Он собирает команду хакеров и стремится управлять телевизионными рейтингами и совершить революцию в телевидении.

## В ролях
- Мориц Бляйбтрой — Rainer
- Gregor Bloéb — Maiwald
- Tom Jahn — Bernd
- Andreas Brandt — Karl-Heinz
- Robert Viktor Minich — Harry
- Ralf Knicker — Sebastian
- Irshad Panjatan — Gopal
- Simone Hanselmann — Anna

## Критика
Оригинальное название фильма — «Освободите Райнера – Твой телевизор лжёт».
Фильм участвовал в главном конкурсе на международном кинофестивале в Сан-Себастьяне.